# Coppa di Serbia 2012-2013 (pallavolo femminile)
La Coppa di Serbia di pallavolo femminile 2012-2013 è stata la 7ª edizione della coppa nazionale di Serbia e si è svolta dal 27 ottobre 2012 al 10 febbraio 2013. Alla competizione hanno partecipato 16 squadre e la vittoria finale è andata per la quarta volta consecutiva alla Ženski odbojkaški klub Crvena zvezda.

## Regolamento
Alla competizione prendono parte sedici squadre: dieci provenienti dalla Superliga più altre sei proveniente dalla Prva Liga e le altre categorie minori. Le gare degli ottavi di finale si svolgono in gara unica, mentre quelle dei quarti di finale in gare di andata e ritorno. Le quattro squadre vincenti ai quarti si qualificano per la final-four.

## Squadre partecipanti
| - Crnokosa Kosjerić - Dinamo Pančevo - SREM - Jedinstvo Stara Pazova - Jedinstvo Užice - Kolubara - Novi Sad - Radnički Belgrado | - Smeč 5 - Spartak Subotica - Stella Rossa - Student Niš - TENT - Varadin - Vizura - Vojvodina |

## Risultati

### Calendario

#### Ottavi di finale
| 27 ottobre 2012 - ore 19:00 Sala Doma učenika Artem, Kragujevac         | Smeč 5                 | 0 - 3 | Jedinstvo Užice  | 22-25, 18-25, 18-25        |
| 27 ottobre 2012 - ore 19:00 Hala Sportova u Staroj Pazovi, Stara Pazova | Jedinstvo Stara Pazova | 1 - 3 | Kolubara         | 17-25, 18-25, 25-21, 21-25 |
| 28 ottobre 2012 - ore 15:00 Dvorana SC Slana Bara, Novi Sad             | Vojvodina              | 1 - 3 | TENT             | 25-17, 10-25, 15-25, 12-25 |
| 28 ottobre 2012 - ore 16:00 Sala OŠ Mika Antić, Niš                     | Student Niš            | 0 - 3 | Vizura           | 14-25, 22-25, 12-25        |
| 28 ottobre 2012 - ore 18:00 Dvorana SD Radnički, Belgrado               | Radnički Belgrado      | 0 - 3 | Varadin          | 18-25, 17-25, 14-25        |
| 28 ottobre 2012 - ore 19:00 Sala Tehničke Škole, Kosjerić               | Crnokosa Kosjerić      | 0 - 3 | Stella Rossa     | 16-25, 15-25, 12-25        |
| 28 ottobre 2012 - ore 20:00 Dvorana Pinki, Sremska Mitrovica            | SREM                   | 0 - 3 | Spartak Subotica | 13-25, 13-25, 19-25        |
| 28 ottobre 2012 - ore 20:00 Dvorana 17 Septembar, Lajkovac              | Železničar Lajkovac    | 3 - 0 | Dinamo Pančevo   | 25-18, 25-21, 25-13        |

#### Quarti di finale

##### Andata
| 25 dicembre 2012 - ore 18:00 Dvorana Slana Bara, Petrovaradin | Varadin             | 0 - 3 | TENT             | 11-25,14-25,12-25          |
| 25 dicembre 2012 - ore 18:30 Dvorana Veliki park, Užice       | Jedinstvo Užice     | 1 - 3 | Spartak Subotica | 23-25, 25-17, 24-26, 25-27 |
| 25 dicembre 2012 - ore 18:00 Dvorana 17 Septembar, Lajkovac   | Železničar Lajkovac | 1 - 3 | Vizura           | 14-25, 7-25, 25-18, 23-25  |
| 25 dicembre 2012 - ore 20:00 Dvorana SLC Kolubara, Lazarevac  | Kolubara            | 0 - 3 | Stella Rossa     | 20-25, 21-25, 12-25        |

##### Ritorno
| 28 dicembre 2012 - ore xx:xx Hala SKC Obrenovac, Obrenovac       | TENT             | 3 - 0 | Varadin             | ?                                 |
| 28 dicembre 2012 - ore 19:00 Hala Sportova Dudova Šuma, Subotica | Spartak Subotica | 3 - 2 | Jedinstvo Užice     | 17-25, 25-20, 23-25, 25-17, 16-14 |
| 27 dicembre 2012 - ore 18:00 Sportski centar Vizura, Belgrado    | Vizura           | 3 - 0 | Železničar Lajkovac | 25-18, 25-16, 28-26               |
| 28 dicembre 2012 - ore 20:00 Šumice Sport Center, Belgrado       | Stella Rossa     | 3 - 0 | Kolubara            | 25-20, 25-21, 25-12               |

### Final-four

#### Tabellone
|  | Semifinali       | Semifinali       | Semifinali   |              |        | Finale | Finale | Finale |  |
|  |                  |                  |              |              |        |        |        |        |  |
|  | Vizura           | Vizura           | 3            |              |        |        |        |        |  |
|  | Vizura           | Vizura           | 3            |              |        |        |        |        |  |
|  | TENT             | TENT             | 0            |              |        |        |        |        |  |
|  | TENT             | TENT             | 0            |              | Vizura | Vizura | 1      |        |  |
|  |                  |                  |              |              | Vizura | Vizura | 1      |        |  |
|  |                  |                  | Stella Rossa | Stella Rossa | 3      |        |        |        |  |
|  | Spartak Subotica | Spartak Subotica | Stella Rossa | Stella Rossa | 3      | 1      |        |        |  |
|  | Spartak Subotica | Spartak Subotica |              |              |        |        |        |        |  |
|  | Stella Rossa     | Stella Rossa     | 3            |              |        |        |        |        |  |

#### Calendario

##### Semifinali
| 9 febbraio 2013 - ore 16:00 Hala Sportova, Belgrado | Vizura           | 3 - 0 | TENT         | 25-18, 27-25, 25-18        |
| 9 febbraio 2013 - ore 18:30 Hala Sportova, Belgrado | Spartak Subotica | 3 - 0 | Stella Rossa | 30-28, 20-25, 18-25, 17-25 |

##### Finale
| 10 febbraio 2013 - ore 18:30 Hala Sportova, Belgrado | Vizura | 1 - 3 | Stella Rossa | 28-26, 19-25, 23-25, 23-25 |